# Битва при Иссе
Би́тва при И́ссе (ноябрь 333 года до н. э.) — сражение между войсками Александра Македонского и царя империи Ахеменидов Дария III около города Исса в Киликии в Малой Азии.
Особенностями сражения были расположение войск противников лицом к контролируемым ими территориям, численное превосходство персов, небольшая площадь прибрежной равнины, на которой проходила битва. Сражение, по оценкам современных историков, состояло из трёх фаз. Во время первой, подготовительной, македоняне отогнали в горы отряд лучников, который мешал развёртыванию их войска. Оба царя построили свои силы с ударными правыми флангами. Стремительная атака тяжеловооружённой конницы гетайров Александра опрокинула левый фланг персов. Развивая успех, Александр направил свои силы на центр второй линии, где расположился Дарий III. В какой-то момент Дарий III бежал. В это время персы успешно атаковали центр и левый фланг македонян.
После бегства Дария III персы стали отступать. Большая часть персов бежала, так и не вступив в сражение. Таким образом, по мнению Ф. Шахермайра, исход битвы определило не войско, а личные качества военачальника, так как смелый манёвр Александра и бегство Дария III нивелировали численное превосходство персов. Победа при Иссе позволила Александру захватить западную часть империи Ахеменидов.

## Предыстория и место битвы
Александр Македонский с войском в 32 тысячи пеших воинов и 4500 всадников переправился в Азию через пролив Геллеспонт в 334 году до н. э. В том же году он разгромил войско персидских сатрапов в сражении на реке Граник, после чего подчинил себе всю Малую Азию и остановился в городе Тарсус. Пока персидский царь Дарий III собирал большую армию, Александр укреплял свой тыл, не рискуя идти во внутренние территории Персидской империи с непокорёнными городами за спиной. В 333 году до н. э. Дарий III собрал войско и направился в Малую Азию, чтобы дать решающее сражение македонянам. Александр, который находился в Малле, узнал, что войско Дария III расположилось в Сохах в нескольких днях пути. Через Бейланский проход в Аманских горах македоняне вошли в северную Сирию, однако персов там не обнаружили, так как в это время Дарий III направил своё войско через Аманские ворота в тыл Александру. В данном случае Дарий III проявил себя неплохим стратегом. Он смог перерезать пути между основным войском Александра и Македонией, что в условиях приближающейся зимы могло иметь далеко идущие последствия. Александр, напротив, допустил ошибку не предугадав возможности выбора войском противника другого маршрута, который отрезал его от тыловых баз. Стратегическое решение Дария III было успешным, однако он не успел совершить манёвр на марше македонян, что могло бы привести к разделению их войска на две части. Вследствие манёвра Дария III положение Александра было угрожающим — в случае поражения у него не было пути для отступления. Дарий III, напротив, мог вернуться тем же путём, которым достиг Исса.
Согласно античной традиции, македонский перебежчик Аминта советовал Дарию III ожидать Александра на равнинах к западу от Киликии, чтобы использовать на открытом пространстве преимущество численного превосходства персидской армии. Однако Дарий не прислушался к доводам Аминты. Плутарх передаёт историю о том как Дарий III на предостережения Аминты сказал, что боится как бы Александр от него не ускользнул и не избежал сражения. На это Аминта ответил, что такого не случится и Александр уже спешит, чтобы сразиться с персами.
Персы захватили Исс, где убили больных и раненых македонян. После этого они заняли правый, он же северный, крутой берег реки Пинар. Новости о манёврах Дария III показались Александру невероятными и он отправил на разведку корабль, который подтвердил, что Исс заняли персы. Александр был вынужден развернуть армию и возвращаться назад. В историографии существуют разные мнения о месторасположении реки Пинар, где в начале ноября 333 года до н. э. сошлись обе армии. По наиболее распространённой версии Пинар соответствует современной реке Паяс. В любом случае, сражение происходило на равнине между Исским заливом и Аманскими горами, которая в ширину достигала 7 км. По мнению Г. Дельбрюка, она составляла всего 1600 м.
Согласно И. Ш. Шифману, битва состоялась 12 ноября 333 года до н. э., А. С. Шофману — в октябре или ноябре 333 года до н. э., Й. Лендерингу — 5 или 6 ноября 333 года до н. э.

## Силы противников и диспозиция сторон

### Персы
Источники приводят различную численность персидского войска. Арриан и Плутарх писали о 600 тысячах воинов, Диодор Сицилийский — 400 тысяч воинов и 10 тысяч всадников, Юстин — 400 тысяч воинов и 100 тысяч всадников. Меньшее количество даёт сложение перечисленных Квинтом Курцием Руфом отрядов в войске Дария III — 220 тысяч азиатских воинов, 30 тысяч греческих наёмников и 62200 всадников. Полибий со ссылкой на Каллисфена писал, что у Дария III было 30 тысяч всадников. Современные историки относятся скептически к оценкам численности персидского войска античными авторами. Р. В. Светлов считал, что оно насчитывало 60—80 тысяч воинов.
Численность персидского войска в античных источниках явно завышена. Точное их количество неизвестно. Не вызывает сомнения, что они были набраны в центральной «иранской» части империи Ахеменидов. Дарий III не успел мобилизовать народы восточной части своей громадной державы, поэтому при Иссе сражались преимущественно персы, мидяне, армяне, гирканцы, тапуры и дербики. Также свой контингент очевидно привёл персидский сатрап Египта Савак, хотя античные историки не упоминают об участии египтян в битве.
Войско Дария было построено в две линии. В центре располагались, согласно Курцию Руфу, 30 тысяч тяжёловооружённых греческих наёмников и перебежчиков под командованием Тимонда. По обе стороны от греческих наёмников находилось 60 тысяч персидских воинов кардаков, из которых 20 тысяч поместили слева под командованием Аристомеда. Вероятно, он тренировал персов сражаться в тяжёлом греческом вооружении. Также античные источники упоминают греческих военачальников Бианора и Аминту. Отряды кардаков должны были поддерживать центр войска, которому, по мнению Дария III, предстояло принять основной удар македонской фаланги.
На правом фланге у Исского залива находилась основная масса персидской конницы (согласно Арриану 30 тысяч) под командованием хилиарха Набарзана, которую прикрывали 20 тысяч пращников и лучников. Левый фланг около горы был неудобен для действия конницы, поэтому на нём находилось меньшее количество всадников, преимущественно мидян и гирканцев.
Основная масса персов располагалась во второй линии. Там же на своей громадной колеснице находился Дарий III с несколькими тысячами охранников. Рядом с царём находился его брат Оксафр и другие военачальники, среди которых античные источники упоминают Атизия, Реомифра и Савака. На флангах второй линии располагалась мидийская (10 тысяч всадников), армянская (7 тысяч), гирканская (6 тысяч), дербикская (2 тысяч), тапурская (1 тысяча) и прочая (4 тысячи) конница.
Диспозиция персидского войска явно свидетельствует о планах Дария III. Им была выбрана оборонительно-наступательная, либо по мнению Х. Дельбрюка оборонительная, тактика. Тяжёловооружённые воины центра должны были сдержать натиск македонян. Для этого Дарий III также распорядился протянуть частокол на берегу реки в тех местах, где был удобный переход. Коннице правого крыла Набарзана предстояло нанести сильный удар по флангу и выйти в тыл македонянам.

### Македоняне
Согласно Каллисфену, в изложении Полибия, войско Александра состояло из 45 тысяч пеших воинов и 5300 всадников. Сам Полибий, на основании своих расчётов «уменьшил» его численность до 42 тысяч воинов и 5 тысяч всадников. Современные исследователи даже приводят оценки в 15700 фалангитов и 5300 всадников.
Преимущество Александра состояло в том, что он строил своё войско, уже зная о расположении персов. Царь перед началом битвы отметил, что почти вся персидская конница расположена напротив его левого крыла. В связи с этим он спешно приказал фессалийской коннице, которая включала до 2 тысяч всадников, по тылам пехоты, чтобы враг не заметил манёвр, пробраться на левый фланг. Также Александр отметил, что его ударный правый фланг недостаточно плотный, а линия персов выдвигается дальше линии македонян. Поэтому он приказал незаметно перейти из центра на правое крыло двум илам гетайров, одной из которых — анфемусийской — командовал Перид, второй — белоземельной — Пантордан.
Построение македонян было традиционным для античности — прямой строй с ударным правым флангом, на котором находился царь. Между конницей и таксисами фалангитов центра расположились опытные пешие воины гипасписты под командованием Никанора. Такое построение связано с функциональной ролью гипаспистов, которые в македонской армии выполняли роль связующего звена между конницей, которая замыкала фланги, и тяжеловооружённой пехотой центра. Это была достаточно ответственная функция во время сражения, так как на гипаспистов ложилась задача поддерживать целостность боевых порядков всего строя и, одновременно, поддерживать атаку конницы.
Правый фланг состоял из тяжеловооружённой конницы гетайров (всего до 2075), среди которых находился и Александр. Спереди гетайров расположились застрельщики — лёгкая конница-продрома под командованием Протомаха, пеонийские всадники Аристона и лучники Антиоха. К гетайрам примыкали три тысячи гипаспистов, слева от которых находились два таксиса фаланги под командованием Кена и Пердикки. Позади основной линии находились агриане Аттала, а также небольшое число всадников и лучников. Этот резерв расположился «подковой» у подножья горы таким образом, что одна половина воинов была обращена в сторону персов, а другая — в сторону горы.
Левым флангом комановал Парменион. В его подчинении находились таксисы фаланги Аминты, Птолемея и Мелеагра (справа налево). Общее командование над пехотой левого фланга было возложено на Кратера, который подчинялся Пармениону. Спереди воинов на левом фланге прикрывали застрельщики — критские лучники и фракийские пельтасты под командованием Ситалка, сзади наёмники. Фланкировали строй до 750 всадников-эллинов и до 2000 фессалийских всадников.

## Ход битвы
Во время первой, предварительной, фазы битвы при Иссе Дарий III отправил к подножию горы 20 тысяч лучников, которые должны были затормозить развёртывание македонского войска. Против них Александр отправил агриан Аттала, всадников и лучников, которые отогнали противника в горы.
После воодушевляющей речи Александр атаковал правым флангом строй персов. Лишь только всадники столкнулись, персидская конница ретировалась, тем самым оставив пехоту центра без фланговой защиты. Продолжая развивать первоначальный успех, Александр направил удар на центр второй линии, где расположился Дарий III. Видя замысел македонян, брат Дария III Оксафр попытался контратаковать, но потерпел неудачу. Александр со своими гетайрами смог прорваться к Дарию III. О напряжённости боя свидетельствует ранение обоих царей. Харес Митиленский даже передаёт легенду о личном сражении между Дарием III и Александром. На глазах Дария III гибли его сподвижники и родственники, не в силах остановить поступательный порыв Александра с гетайрами, направленный к персоне царя. Как писал Курций Руф, «вокруг колесницы Дария лежали его самые славные полководцы, почетно погибшие на глазах своего царя, все они лежали ничком, так как пали, сражаясь и получив раны в грудь. Среди них узнали Атизия, Реомитра и правителя Египта Сабака». Арриан при перечислении видных персов, которые погибли в сражении, дополняет этот список именами Арсама и Бубака. В какой-то момент персы дрогнули и побежали. Арриан утверждал, что одним из первых пустился в бегство сам царь, а за ним последовали и остальные воины центра. Именно бегство монарха и стало решающим для исхода сражения. Александр не стал преследовать Дария III, так как события на других участках битвы развивались не в лучшем для македонян направлении.
При быстром наступлении правого фланга в строю македонян образовался разрыв между конницей и не поспевающим за ним основным войском. Также строй был нарушен при форсировании фалангой реки. В эти разрывы и устремились греческие наёмники на службе у персов. Греческие гоплиты успешно противостояли македонским сариссофорам и оттесняли их к реке. Основной удар пришёлся на таксис Птолемея. В ходе сражения военачальник, которого Арриан охарактеризовал «человеком большой доблести», погиб.
Набарзан, который руководил правым флангом, переправился через Пинар и атаковал фессалийских всадников Пармениона. Из-за своей численности фессалийцы не могли должным образом противостоять Набарзану. Также они проигрывали в вооружении персидской коннице катафрактного типа. Возможно, отступление, о котором писали античные источники, было частью манёвра «ложного бегства», чтобы разрушить строй противника. Поскольку фессалийцы имели более лёгкое вооружение, они могли отрываться от преследования, после чего атаковать разрозненные силы врага. По мнению Ф. Шахермайра, если бы Набарзан смог отделаться от фессалийских всадников, то, повернув бы свои силы налево, он мог зайти в тыл македонских фалангитов и выиграть сражение. Однако он замешкался и не воплотил в жизнь первоначальный план Дария III.
Третья, заключительная, фаза сражения состояла в окончательном разгроме персов. Таксисы Кена и Пердикки, перейдя Пинар, не стали преследовать отступавших персов, а повернув налево ударили по греческим наёмникам. Конница Александра также не стала преследовать Дария III, а пришла на помощь центру. В результате греки были вынуждены покинуть поле боя. Их отступление носило организованный характер, так как впоследствии 4 тысячи присоединились к Дарию III, а 8 тысяч смогли добраться до финикийского Триполи, откуда отплыли на Кипр, а затем в Египет.
Последними обратились в бегство всадники Набарзана на правом фланге персов, когда до них стали доходить слухи о поражении. Персидские воины и всадники частично передавили друг друга, частично были перебиты преследовавшими их греками и македонянами.
По мнению Ф. Шахермайра, сражение длилось всего два часа. После окончания битвы тысяча гетайров и других всадников пустились в погоню за Дарием III, однако проскакав 200 стадиев (около 35 км), вернулись обратно. Хоть Александр и не смог захватить Дария III, в его руки попали царская колесница, в которой находились лук, щит и кафтан. Также македоняне захватили множество пленных (согласно Юстину — 40 тысяч) и богатый обоз, в котором находились мать Дария III Сисигамбис, жена Статира, две дочери и пятилетний сын.
Согласно античным источникам, персы потеряли 100 тысяч воинов (согласно Юстину — 61 тысячу) и 10 тысяч всадников, тогда как у македонян было убито 300 воинов, 150 всадников, 504 воинов ранено. Основные потери македонян были связаны с битвами у колесницы Дария III и между греческой и македонской фалангами в центре. Абстрагируясь от завышенных абсолютных цифр, согласно античным историкам, в битве при Иссе погибла четверть персидской пехоты и десятая часть конницы. Таким образом, большая часть персов бежала, так и не вступив в сражение.

## Итоги битвы. Оценки
По мнению Ф. Шахермайра, исход битвы при Иссе решило не войско, а личные качества военачальников. Именно блестящая атака Александра стала главным фактором победы. Дарий III бежал в то время, как его войско одерживало победу в центре и на прибрежном фланге, что вызвало панику среди его войска. Историки по разному оценивают поведение Дария III. И. Г. Дройзен считал, что персидский царь, вместо того чтобы сражаться в первых рядах, искал спасение в бегстве. Г. Роулинсон, напротив, назвал поведение Дария III разумным, а мнения о его трусости — «злобным толкованием» решения покинуть поле сражения, чтобы восстановить войско и продолжить борьбу после поражения. Ещё античные историки отмечали, что большая часть войска персов не участвовала в битве, а Александр смог нивелировать численное преимущество противника. Квинт Курций Руф писал: «Дарий же, повелитель такой огромной армии, из-за тесноты поля боя свёл её к той самой малочисленности, за какую презирал врага».
Александр после победы при Иссе захватил громадные богатства Дария III. В персидском лагере нашли 3 тысячи талантов. Ещё 2600 талантов и 500 фунтов драгоценных изделий Парменион вскоре захватил в Дамаске. По образному выражению Плутарха: «Македоняне тогда впервые научились ценить золото, серебро, женщин, вкусили прелесть варварского образа жизни и, точно псы, почуявшие след, торопились разыскать и захватить все богатства персов». Из правителя с ограниченными средствами Александр в один момент превратился в одного из богатейших царей своего времени.
Битва при Иссе, по мнению Ю. Керста, имела чуть ли не решающее значение для хода войны между Македонией и империей Ахеменидов. По мнению историка, «со дня Саламина и Платей античный мир не переживал вновь такого решающего момента». Поражение персов изменило соотношение сил в сторону македонян. Персы оказались в изоляции, лишились поддержки со стороны мятежных сил против македонской гегемонии в Греции. Победа при Иссе позволила Александру захватить западную часть империи Ахеменидов и получить стратегическую инициативу.
Победа при Иссе для Александра была триумфальной. Дарий III вскоре отправил к македонянам послов с предложениями мира, большого выкупа за взятых в плен родственников, а также территориальных уступок.
Победа при Иссе нашла отражение в монетной чеканке. По приказу Александра на монетном дворе Тарса стали чеканить тетрадрахмы с Гераклом на аверсе. На реверсе представлен Зевс на троне со скипетром в одной руке и орлом на вытянутой другой руке. Также на монетах появилась легенда «ΑΛΕΞΑΝΔΡΟΥ». По одной из версий, вавилонские тетрадрахмы 327 года до н. э. со стреляющим из лука царём на квадриге напоминают о том, как македоняне захватили колесницу и лук Дария III.
Несмотря на блестящую победу при Иссе положение Александра было угрожающим. Финикийский флот контролировал море, Дарий III после бегства стал собирать новое войско в Месопотамии, в Спарте готовился к войне с Македонией Агис III. В то же время для Александра был открыт выбор действий. Он решил не преследовать персидского царя на востоке, а вторгнуться в Финикию. Конец господства вражеского флота в Эгейском море могло положить лишь завоевание его главной базы. После покорения Финикии в Сидоне ввели летоисчисление от битвы при Иссе, которая положила конец персидскому владычеству над городом. Вслед за Сирией и Финикией Александру практически бескровно подчинился Египет. Это обеспечило прекращение антимакедонских сил в Эгейском море, после чего македонское войско уже не испытывало угрозы быть отрезанным от тыловых баз.

## В искусстве
Битва при Иссе нашла отображение в искусстве античности и Нового времени. В Помпеях была обнаружена «Александрова мозаика», которая предположительно является копией картины Филоксена из Эретрии или Апеллеса III века до н. э. Большинство учёных считают, что на ней изображён фрагмент битвы при Иссе, хотя также существует мнение о том, что речь идёт о битве при Гавгамелах. Битва при Иссе является сюжетом одного из фризов Сидонского саркофага.
Битве при Иссе посвятили картины такие художники Нового времени как А. Альтдорфер и Ян Брейгель Старший.

### Исследования
- Бриан П. Дарий в тени Александра. — Вече, 2007. — 464 с. — ISBN 978-5-9533-1946-1.
- Дельбрюк Г. История военного искусства в рамках политической истории. — СПб.: Наука, 2001. — Т. I. Античный мир.
- Дройзен И. Г. История эллинизма. История Александра Великого. — М.: Академический Проект, 2011. — 623 с. — (Технологии истории). — ISBN 978-5-8291-1304-9.
- Дюков Ю. Л., Смекалова Т. Н., Вечерухин Н. М. Состав сплава серебряных монет Александра Македонского из собрания Государственного Эрмитажа. — СПб.: Алетейя, 2020. — 316 с. — (Археометрия Причерноморья», Вып. 3). — ISBN 978-5-00165-220-5.
- Клейменов А. А. Полководческое искусство Александра Македонского: использование автономных боевых соединений. Диссертация на соискание ученой степени доктора исторических наук / Научный консультант: д. и. н., проф. Н. И. Винокуров. — Тула, 2019.
- Маринович Л. П. Монетное дело в державе Александра Великого Рецензия на книгу: Le Rider G. Alexandre le Grand. Monnaie, finances et politique. Paris,  Presses Universitaires de France, 2003. 363 p., 8 pls. // Мнемон. Исследования и публикации по истории античного мира  / Под редакцией професора Э. Д. Фролова. — СПб., 2004. — Вып. 3. — С. 475—488.
- Нефёдкин А. К. Еще раз перечитывая источники: битва при Иссе (ноябрь 333 г. до н. э.) // Parabellum Novum: военно-исторический журнал. — 2015. — Вып. 36, № 3. — С. 5—17. — ISSN 2308-9423.
- Самохина Г. С. "Саркофаг Александра": комментарии к интерпретации памятника эллинистического изобразительного искусства // КЛИО. — 2012. — Вып. 70, № 10. — С. 96—105. — ISSN 2070-9773.
- Светлов Р. В. Войны античного мира: Походы Пирра. — М.: АСТ, 2003. — ISBN 5-17-016206-5.
- Чореф М. М. Биография Андрагора по нумизматическим данным // Scripta antiqua. — М.: Собрание, 2019. — Т. 7. — С. 231—246. — ISBN 978-5-9606-0175-7.
- Шахермайр Ф. Александр Македонский. — Ростов н/Д.: Феникс, 1997. — 576 с. — ISBN 5-85880-313-Х.
- Шифман И. Ш. Александр Македонский / ответственный редактор Э. Д. Фролов. — Л.: Наука, 1988. — ISBN 5-02-027233-7.
- Шофман А. С. Восточная политика Александра Македонского / Печатается по постановлению редакционно-издательского совета Казанского университета. Отв. редактор В. Д. Жигунин. — Казань: Издательство Казанского университета, 1976.
- Berve H. Nabarzanes // Paulys Realencyclopädie der classischen Altertumswissenschaft :  [нем.] / Georg Wissowa. — Stuttgart : J. B. Metzler’sche Verlagsbuchhandlung, 1935. — Bd. XVI, 2. — Kol. 1451—1452.
- Bowden H. Alexander the Great. A Very Short Introduction (англ.). — New York: Oxford University Press, 2014. — ISBN 978-0-19-870615-1.
- Heckel W. Who's Who in the Age of Alexander and his Successors. From Chaironea to Ipsos (338—301 BC) (англ.). — Barnsley: Greenhill Books, 2021. — 554 p. — ISBN 978-1-78438-648-1.
- Lendering Jona[англ.]. Issus (333 BCE) (англ.). livius.org (13 апреля 2020). Дата обращения: 16 декабря 2023.
- Lendering Jona[англ.]. Issus 2 (англ.). livius.org (23 сентября 2020). Дата обращения: 16 декабря 2023.
- Lendering Jona[англ.]. Issus 3 (англ.). livius.org (21 апреля 2020). Дата обращения: 16 декабря 2023.